# Carlo Zecchi

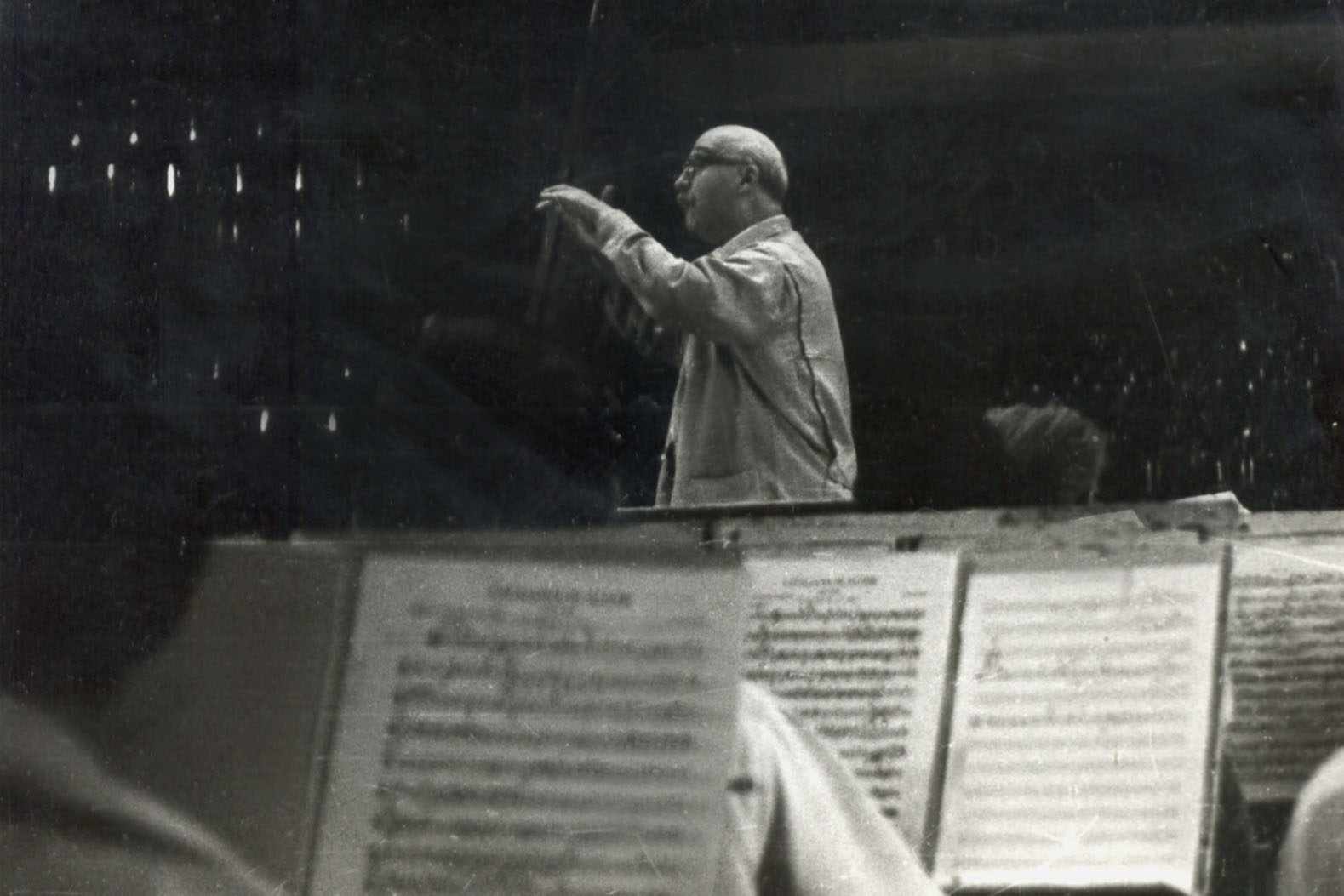
Carlo Zecchi in Charkiw, 1974

Carlo Zecchi (* 8. Juli 1903 in Rom; † 31. August 1984 in Salzburg) war ein italienischer Pianist, Dirigent und Musikpädagoge.

## Leben
Zecchi studierte in Rom und Berlin, dort bei Busoni und Schnabel. Er gastierte als Dirigent in Europa, der Sowjetunion, den USA, Südamerika und Japan, ebenso gab er als gesuchter Pianist zahlreiche Konzerte mit internationalen Ensembles. Er lehrte an der Musikakademie Rom und am Mozarteum Salzburg. In späteren Jahren gab er das Klavierspiel weitgehend zugunsten der Dirigententätigkeit auf und widmete sich verstärkt der Kammermusik, trat aber immer noch gelegentlich als Pianist auf. Von 1966 bis 1976 war er Chefdirigent des Wiener Kammerorchesters. 1926 spielte er 11 Werke für das Reproduktionsklavier Welte-Mignon ein, die 2005 auf einer CD in einer Gesamtveröffentlichung seines Werkes auf 5 CDs veröffentlicht wurden.
Der umfangreiche Nachlass Zecchis befindet sich im Museo Nazionale degli strumenti musicali in Rom.
Seit 1986 gibt es in Rom die jährlich stattfindende „International Carlo Zecchi Competition Rome“ für Pianisten.

## Diskographie
- The art of Carlo Zecchi / L'arte di Carlo Zecchi. Roma: Crisopoli, 2005. (5 CDs, Veröffentlichung aller bekannten Aufnahmen).

| Personendaten    | Personendaten                                     |
| ---------------- | ------------------------------------------------- |
| NAME             | Zecchi, Carlo                                     |
| KURZBESCHREIBUNG | italienischer Pianist, Dirigent und Musikpädagoge |
| GEBURTSDATUM     | 8. Juli 1903                                      |
| GEBURTSORT       | Rom, Italien                                      |
| STERBEDATUM      | 31. August 1984                                   |
| STERBEORT        | Salzburg, Österreich                              |